# Josep Maria Guzmán
Josep Maria Guzmán Cañas (Badalona, 28 febbraio 1984) è un ex cestista spagnolo.